# Oskar Rudolf Kuehnel
Oskar Rudolf Kuehnel (Kühnel) (Berezsani, 1897. június 14. – Katiny, 1940. április) osztrák–magyar születésű lengyel katonatiszt, a második Lengyel Köztársaság hadseregének századosa, a katyńi vérengzés áldozata.

## Élete

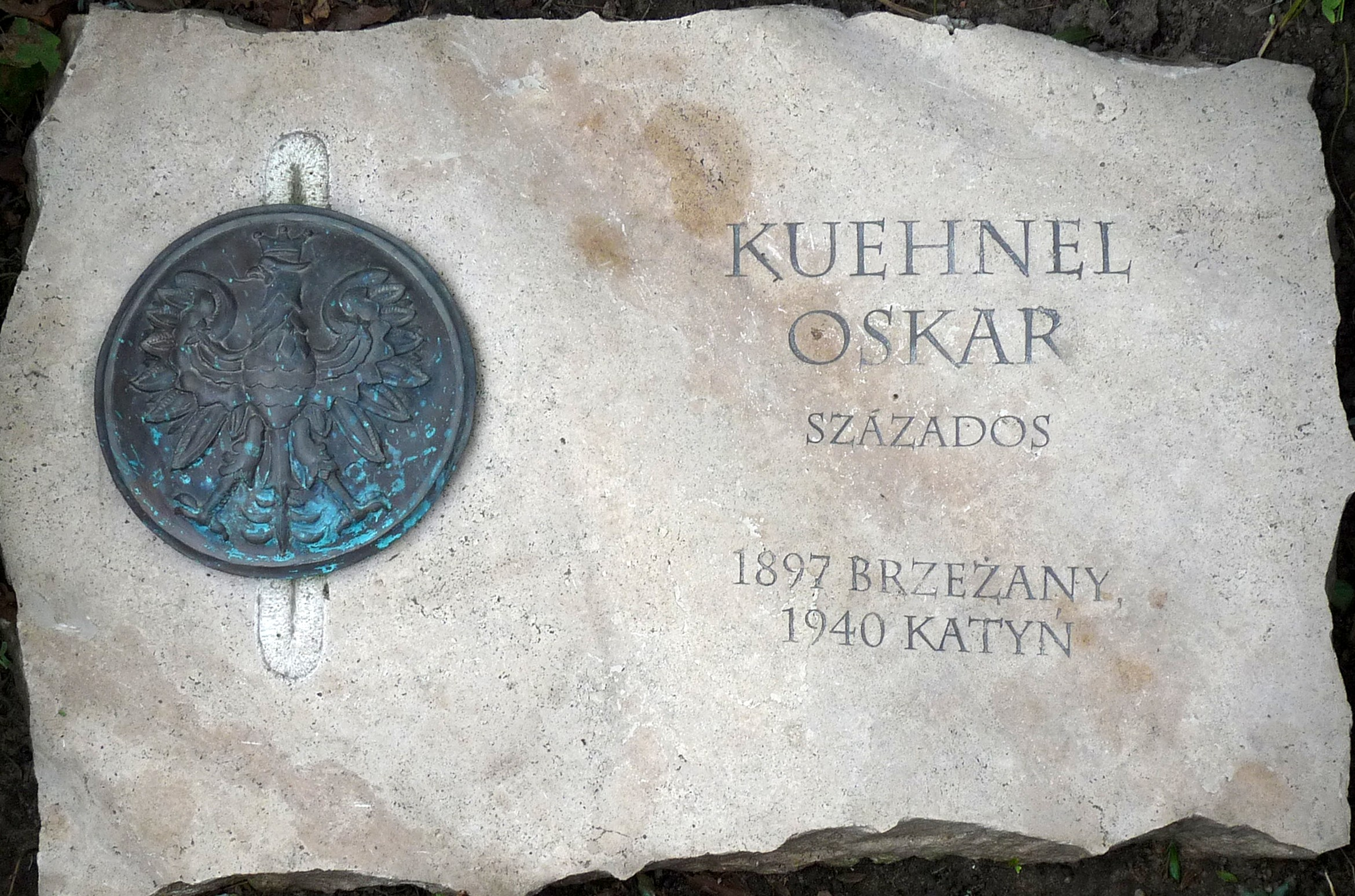
Oskar Kuehnel emléktáblája Óbudán, a Katinyi mártírok parkjában.

Szülei, Leopold Kühnel és Eugenia Kieseweter Galíciában letelepedett magyarországi németek voltak, mely terület az első világháború után Lengyelországhoz került.
Kuehnel 1920-ban részt vett a lengyel–szovjet háborúban, amiért kitüntetést is kapott. 1935-től a IX hadtestkörzet tüzértiszti karának tagja, majd a Łódźi 10. könnyű tüzérezrednél szolgált. Nős volt, felesége Irena Majewska. Házasságukból egy leányuk született: Gizelle. A Bátrak keresztje (Krzyż Walecznych) lovagi fokozatának tulajdonosa.
Lengyelország 1939 szeptemberében történt megtámadását követően harcolt a németek ellen, majd szovjet fogságba esett és a kozelszki NKVD-táborba került. A katyńi mészárlás során gyilkolták meg.
A Wehrmacht 1943-ban a többi lengyel mártíréval együtt Kuehnel holttestét is exhumálta. Az egyenruhájában megtalálták személyes okmányait és jegyzetfüzetét, amelyben az utolsó bejegyzés dátuma 1940. április 7-e volt.
A katyńi vérengzés 70. évfordulója kapcsán Łódźban, Csongrád-Csanád megye lengyel testvérmegyéjének székhelyén, magyar kezdeményezésre emléktáblát állítottak a mészárlás két magyar származású áldozata, Korompay Emánuel Aladár és Oskar Rudolf Kuehnel emlékére. 2011. április 8-án avatták fel Budapest III. kerületében a katinyi mártírok emlékművét, aminek közelében két tölgyfát ültettek, emléktáblával – az egyiket Oskar Rudolf Kuehnel emlékére.

## Fordítás
- Ez a szócikk részben vagy egészben  az   Oskar Rudolf Kühnel című lengyel Wikipédia-szócikk ezen változatának fordításán alapul.  Az eredeti cikk szerkesztőit annak laptörténete sorolja fel. Ez a jelzés csupán a megfogalmazás eredetét és a szerzői jogokat jelzi, nem szolgál a cikkben szereplő információk forrásmegjelöléseként.